# Wouter Crabeth II
Wouter Pietersz. Crabeth II. (1594 – 18. června 1644) byl malíř nizozemského zlatého věku malířství 17. století.

## Životopis
Wouter Crabeth se narodil v roce 1594 v nizozemském městě Gouda jako syn spisovatele a politika Pietera Woutersze. Crabetha. Byl pojmenován po svém dědečkovi, Wouter Crabethovi I., který byl slavným tvůrcem vitráží a také malířem. Crabeth se učil u Cornelise Ketela, (18. března 1548 – 8. srpna 1616), strýce Cornelise Ketela mladšího. Je možné, že studoval také u Abrahama Bloemaerta v Utrechtu. V roce 1613 Crabeth uskutečnil tzv. Grand Tour, tedy Velkou cestu. Cesta do Florencie a Říma byla považována za nezbytnou pro dokončení klasického vzdělání vlámského umělce, jak psal Karel van Mander ve své publikaci Het schilder-boeck (Malířská kniha) z roku 1604. V roce 1615 byl Crabeth v Paříži a v následujícím roce v Aix-en-Provence. Poté cestoval do znovu do Itálie, kde studoval místní mistrovská díla a pracoval v různých malířských školách a dílnách. V roce 1619 za pobytu v Římě, se stal členem skupiny Bentvueghels. Setkal se zde s dalšími malíři, jako jsou Cornelius van Poelenburgh, Bartholomeus Breenbergh, Wybrand de Geest a Leonard Bramer. Podle zvyku dostal přezdívku: jeho přezdívka v Bentvueghels byla De Almanack (Almanach).
Crabeth je zobrazen na anonymní kresbě z roku 1620. Kresba je uložena v muzeu Boijmans Van Beuningen v Rotterdamu. Crabeth byl tehdy znám jako Wouter van der Gou (tj. Wouter z Goudy). V roce 1626 se vrátil do Goudy jako schutter (voják). V roce 1628 se oženil s dcerou starosty Adrianou Gerritsdr Vroesenovou. V tomto roce se jeho otec stal starostou a Crabeth byl jmenován kapitánem Schutterij, což byla dobrovolná městská stráž či občanská milice ve středověkém a raném Nizozemsku. Úkolem schutterií bylo chránit město před útokem a jednat v případě vzpoury nebo požáru. V této funkci zůstal až do své smrti v roce 1644. V roce 1629 se zúčastnil obléhání 's-Hertogenbosche, známé také jako obléhání Bois-Le-Duc. Obléhání bylo součástí dlouho trvající anglo-španělské války.
Předtím obdržel objednávku od vikáře Petruse Purmerenta na dva oltářní obrazy pro katolický kostel Saint-Jean-Baptiste a náboženskou komunitu zvanou Catharinagasthuis. Tyto dva obrazy jsou v současné době v muzeu Het Catharina Gasthuis v Goudě a Rijksmuseum v Amsterdamu. Dvě díla – Nanebevzetí Panny Marie (Ten-Hemelopneming van Maria) a Nevěřící Tomáš (Ongelovige Thomas) – ukazují silný italský vliv a jsou stylisticky blízké stylu Caravaggio. V letech 1631 a 1641 Crabeth namaloval další dva oltářní obrazy pro kostel Saint-Jean-Baptiste, které jsou také v muzeu Het Catharina Gasthuis. Crabeth nemaloval jen oltářní obrazy, zobrazoval často pastýře a hráče karet. I tato díla jsou stylově blízké dílu Caravaggia. Tyto výjevy byly většinou namalovány po jeho návratu do Goudy. Z jeho prací se zachovalo jen málo. Wouter Crabeth byl následován jeho studenty Janem Ariensem Duifem, Dirk de Vrije, Janem Govertszem Verbijlem, Janem Verzijlem a Aertem Van Waesem. Crabeth byl nejvýznamnějším umělcem ve města Gouda.

## Vybrané práce
- Uctívání mágů (Aanbidding der Koningen), 1631 (Museum het Catharina Gasthuis Gouda).
- Zábava pastýřů (Herdersvermaak) (Musées royaux des Beaux-Arts de Belgique, Antverpy)
- Nanebevzetí Panny Marie (Ten-Hemelopneming van Maria), 1628 (Museum het Catharina Gasthuis, Gouda).
  - Nanebevzetí Panny Marie bylo v roce 1628 Crabethem pojato jako oltářní obraz, který byl objednán knězem Petrusem Purminterem. Zapomenutý po více než tři století, byl v roce 1970 znovu objeven v podkroví fary tehdejším ředitelem muzea Catharina Gasthuis v Goudě, Dr. Janem Schoutenem. Práce je nyní vystavena v novém muzeu.
- Pijáci (připsaný, neznámé místo zachování, 11. března 1999 Marc-Arthur Kohnovi, Paříž).
- Společnost hudebníků (Původní název neznámý, Szépmüvézeti Muzeum, Budapešť).
- Přeměna Guillaume d’Aquitaine na Bernarda de Clairvaux (1641, Museum het Catharina Gasthuis, Gouda).
- Pár hrající na flétnu (Royal Museum of Fine Arts, Antwerpy).
- Umírající válečník (Stervende krijgsman) (soukromá sbírka).
- Hráči karet (Národní muzeum Varšava, Varšava).
- Hráči karet (neznámé místo zachování, prodáno v aukci 17. ledna 1992, Sotheby's, New York).
- Harmanus Herberts a jeho úředníci, 1642 (Museum het Catharina Gasthuis Gouda).
- Ukládání do hrobu, (pravděpodobně zničen v roce 1945, naposledy v Kaiser-Friedrich-Museum, Berlín).
- Svatba v Káni (De Bruiloft te Kana), (malováno 1640 (Museum het Catharina Gasthuis Gouda).
- Nevěřící Tomáš (Ongelovige Thomas), (kolem 1628, Rijksmuseum, Amsterdam – zapůjčeno Catharina Gasthuis, muzeum v Goudě).
- Falešní hráči, (Gemäldegalerie, Berlín).

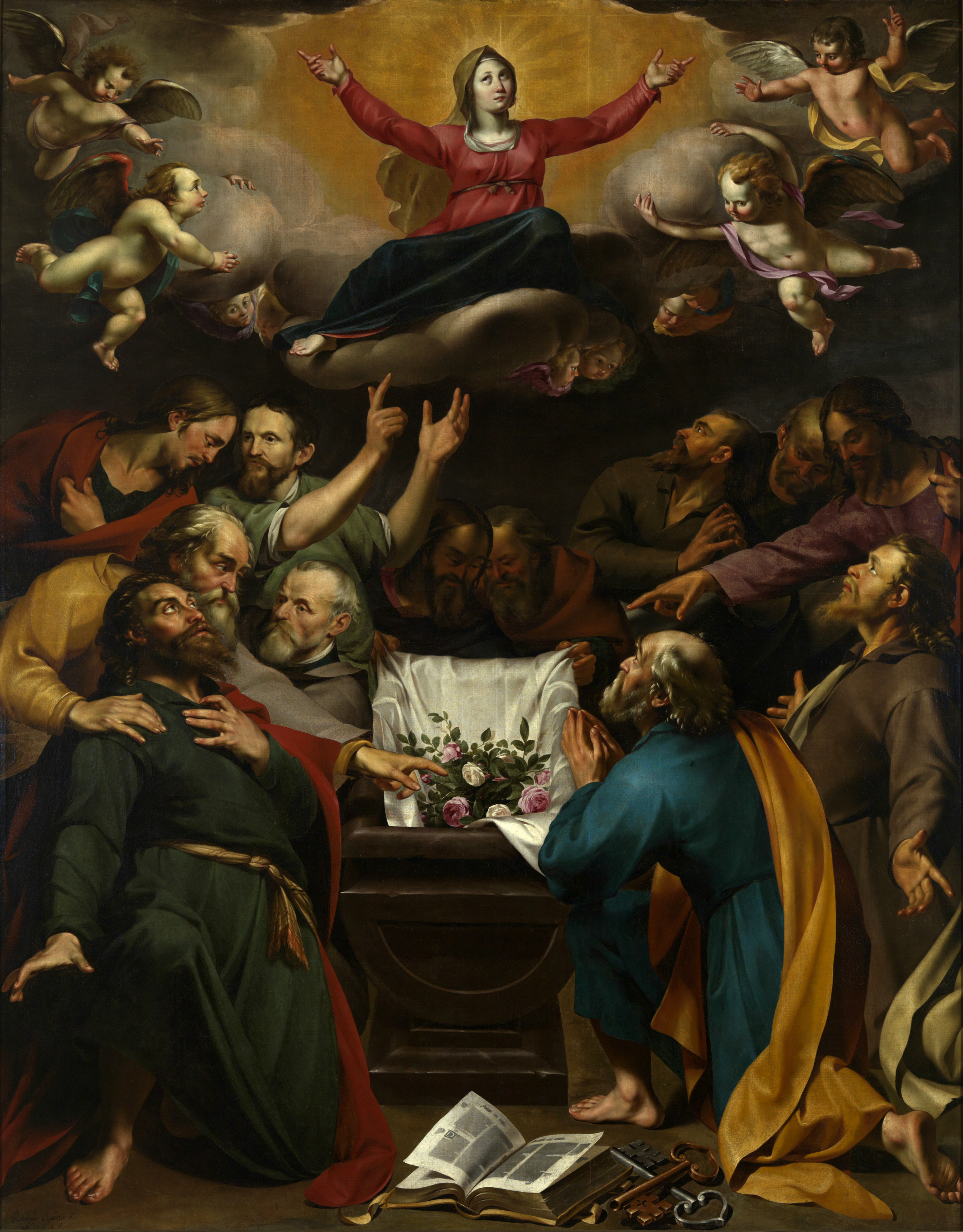
Nanebevzetí Panny Marie,1628, muzeum Catharina Gasthuis, Gouda
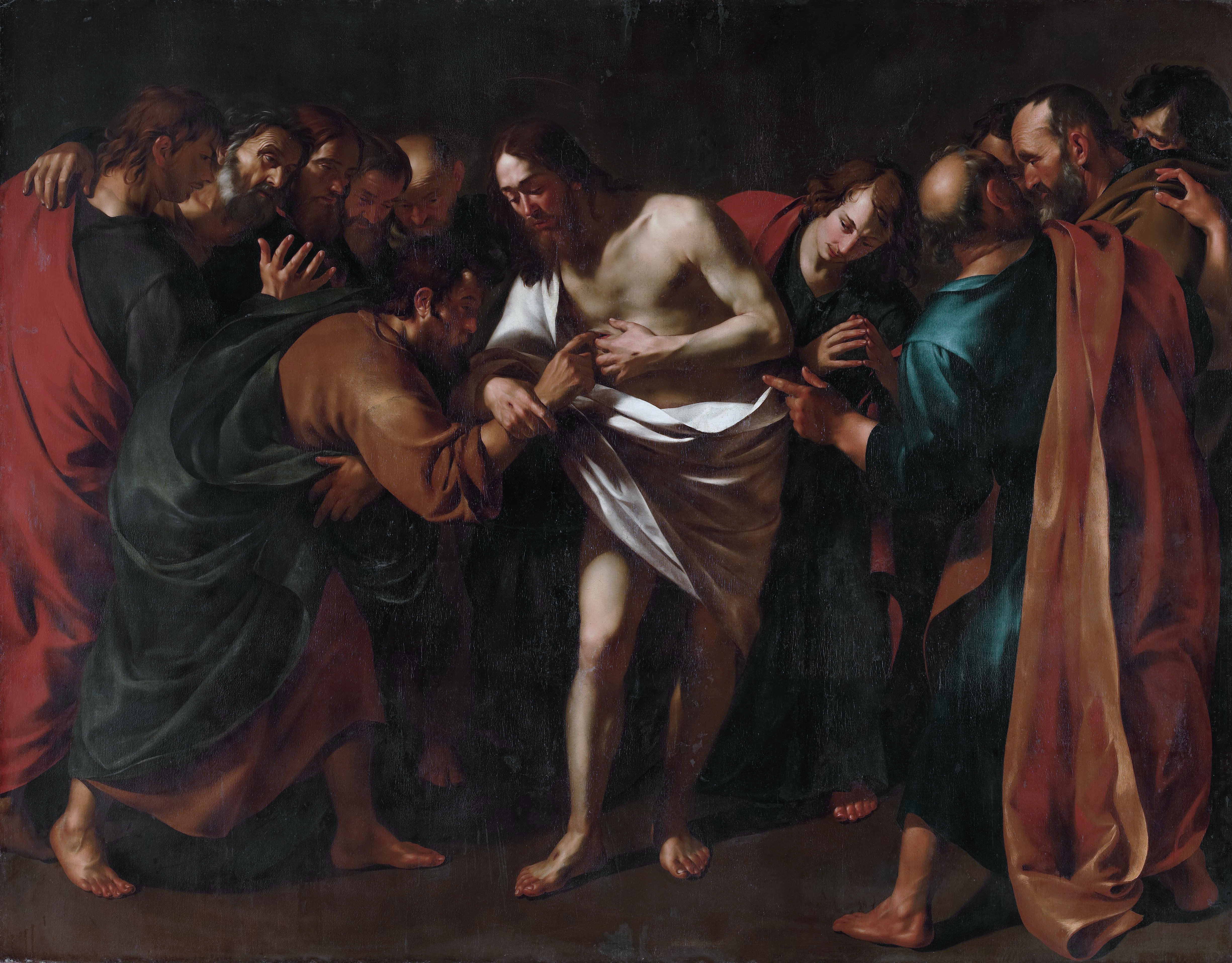
Nevěřící Tomáš, po roce 1628, Rijksmuseum, Amsterdam
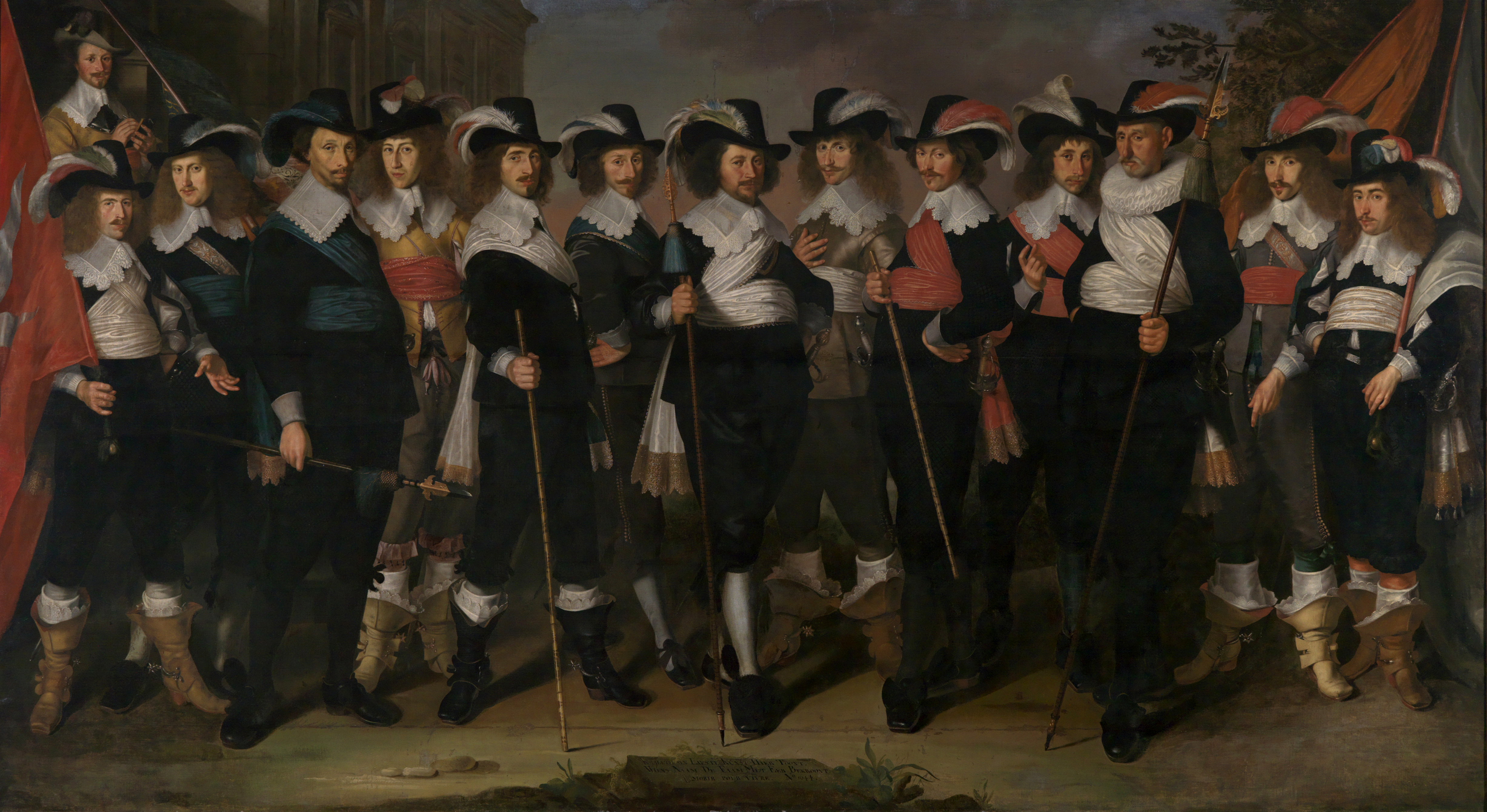
Harmanus Herberts a jeho úředníci, 1642, muzeum Catharina Gasthuis, Gouda
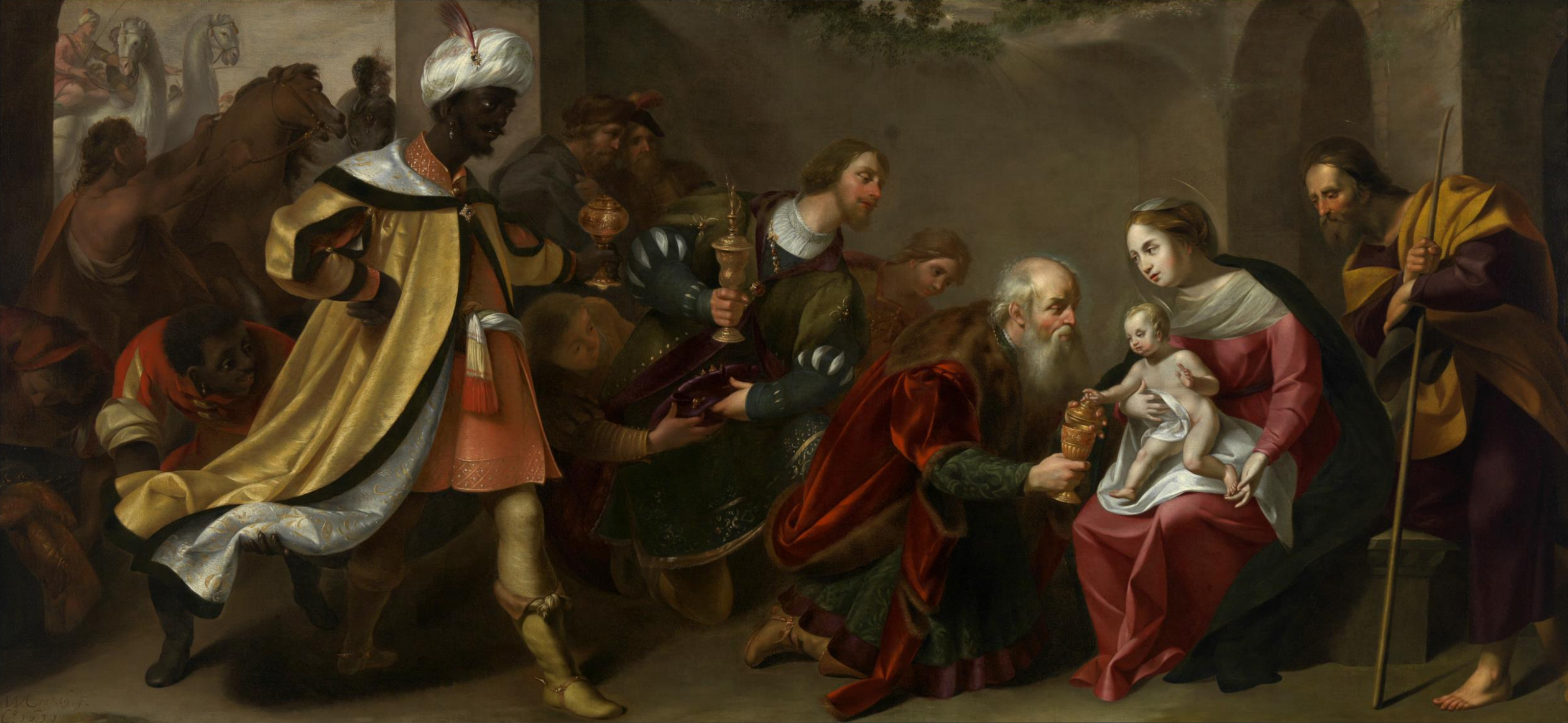
Uctívání mágů, 1631, muzeum Catharina Gasthuis, Gouda
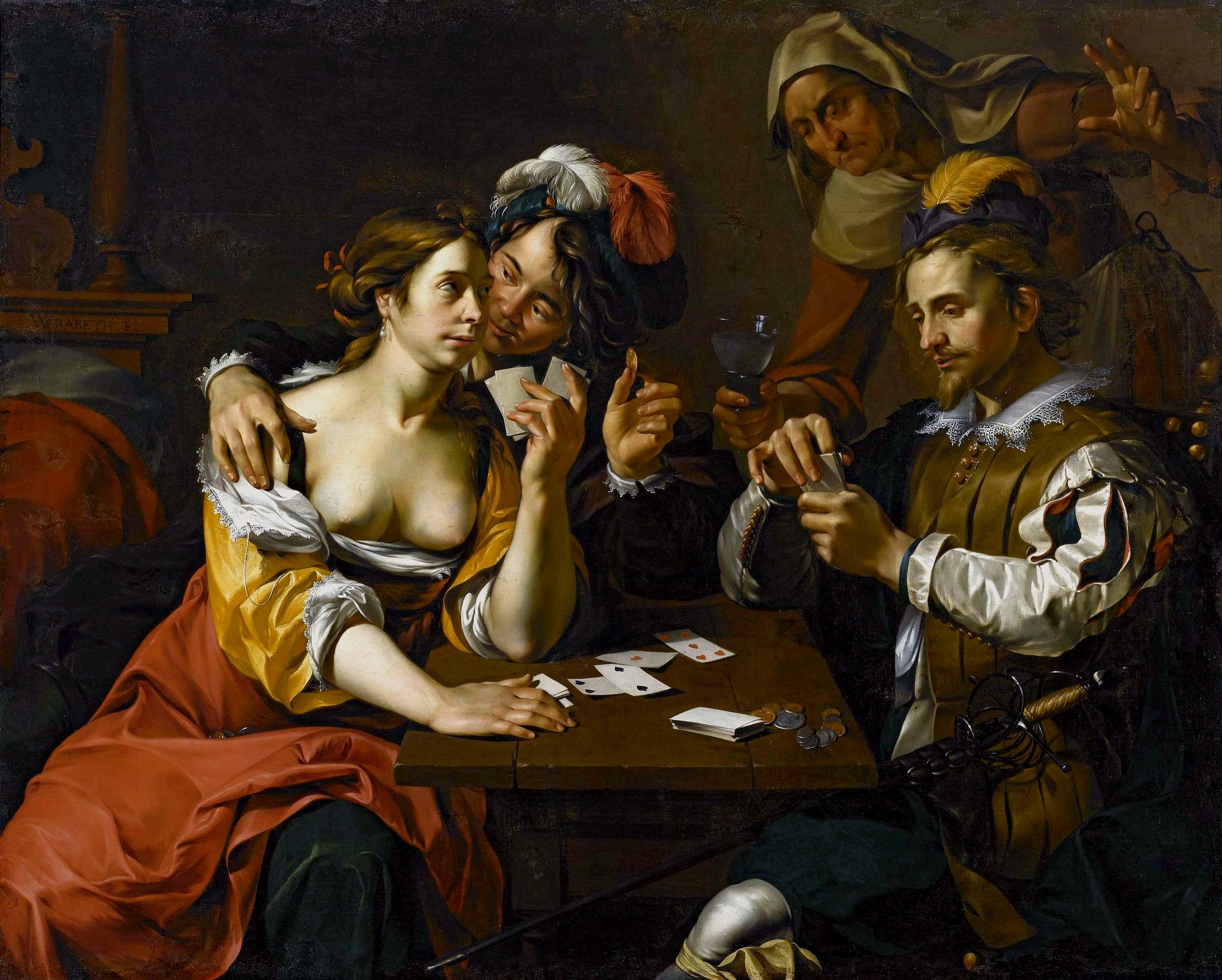
Hráči karet, Národní muzeum Varšava
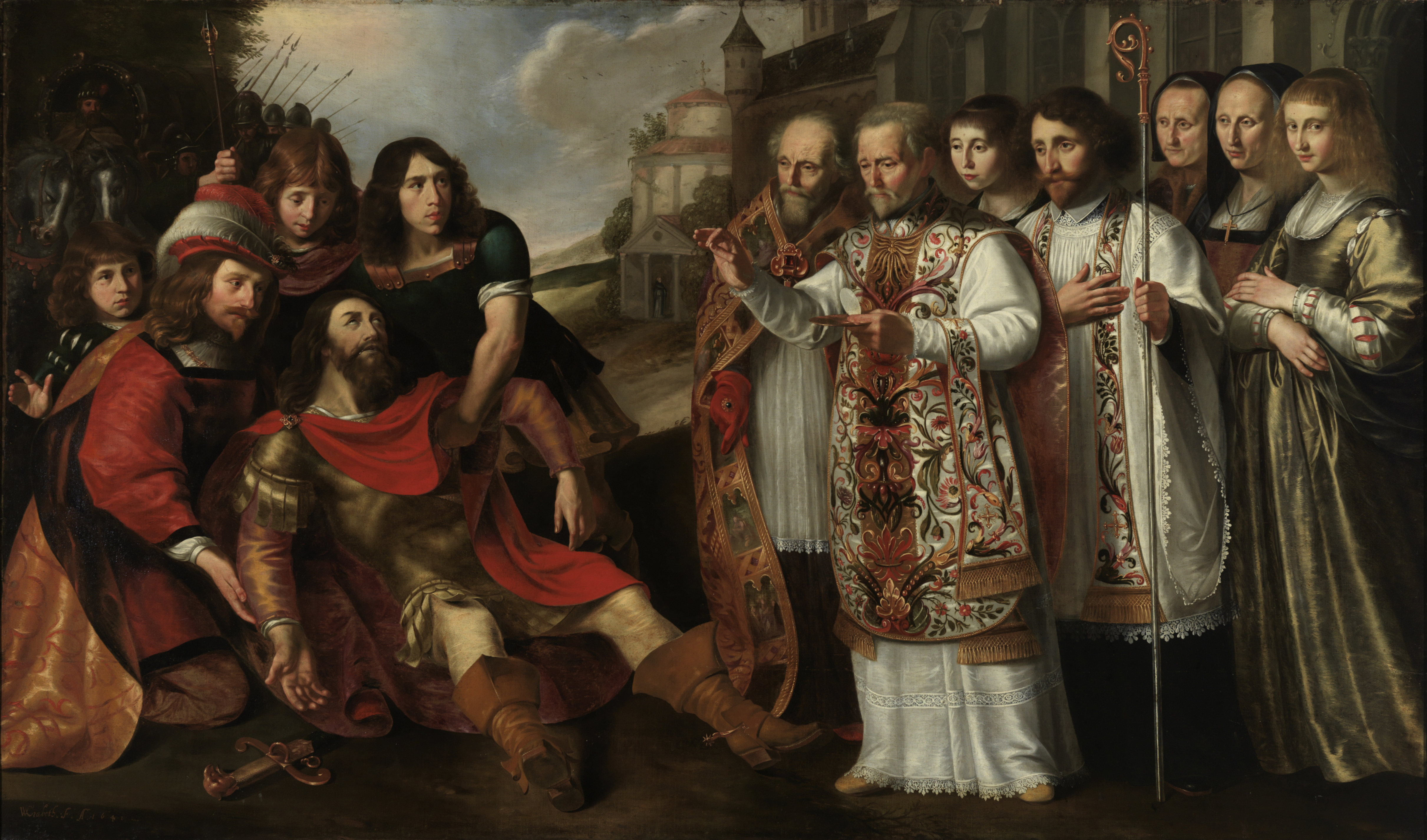
Konverze Guillaume d’Aquitaine, 1641, muzeum Catharina Gasthuis, Gouda